# 청·일조계지 경계계단
청·일조계지 경계계단(淸·日租界地 境界階段)은 인천광역시 중구 전동에 있는, 1884년 청국 조계(租界)가 설정되는 경계지역으로 만국공원(현 자유공원)으로 연결되어 계단과 조경이 마련된 공간이다. 2002년 12월 23일 인천광역시의 기념물 제51호로 지정되었다.

## 개요
약 120년의 역사를 그대로 간직하고 있는 본 조계지 경계계단은 중앙에 석조 계단이 형성되어 있고, 양단을 중심으로 급한 경사인 점을 감안하여 계단참을 두고, 조경식재 공간을 마련하여 공간의 이용적 측면과 인천항 경관을 여유롭게 즐길수 있도록 설계되어 있는 것이 특징이다. 자유공원의 서남쪽 가파른 언덕에 자리잡고 있는 계단을 중심으로 청국과 일본의 건물들이 확연하게 서로 다른 양식들로 번화하게 들어서 있다.
청·일조계지 경계계단은 계단 자체의 가치는 적으나 역사성 및 장소적 측면의 가치가 높다.

## 참고 문헌
- 청·일조계지 경계계단 - 국가유산청 국가유산포털